# Виноградовка (Тайиншинський район)
Виногра́довка (каз. Виноградов) — село у складі Тайиншинського району Північноказахстанської області Казахстану. Входить до складу Мироновського сільського округу, раніше було центром Виноградовської (Мироновської) сільської ради.
Населення — 181 особа (2021; 235 у 2009, 328 у 1999, 760 у 1989).
Національний склад станом на 1989 рік:
- українці — 46 %.